# Kathamaha
Kathamaha – gaun wikas samiti we wschodniej części Nepalu w strefie Kośi w dystrykcie Morang. Według nepalskiego spisu powszechnego z 2001 roku liczył on 1349 gospodarstw domowych i 7188 mieszkańców (3502 kobiet i 3686 mężczyzn).